# John Reith (1er baron Reith)
John Reith (20 juillet 1889 – 16 juin 1971), 1er baron Reith, est le fondateur de la BBC, dont il est le directeur opérationnel puis le directeur général pendant 16 ans, de 1922 à 1938.

## Biographie
John Reith est né à Stonehaven, dans le Kincardineshire. Il est le plus jeune des sept enfants du révérend George Reith, membre de l'Église presbytérienne. Après avoir répondu à une annonce, il est directeur opérationnel de la BBC, lorsqu'elle naît le 14 novembre 1922 sous la forme d'un consortium comprenant Marconi, GEC, British Thomson Houston, Metropolitan Vickers, Western Electric et la Radio Communication Company. En 1927, lorsqu'elle prend sa dénomination actuelle, il est promu directeur général.
John Reith est resté célèbre pour le différend qui l'opposa à Winston Churchill en décembre 1929, l'ancien chancelier de l'Échiquier conservateur ayant proposé au directeur général de la BBC de verser à l'entreprise une somme en échange d'un temps de parole à l'antenne et ce dernier lui répondant que « le système américain qui donne accès à la radiodiffusion moyennant paiement est irrespectueux de toute considération de contenu ou d'équité ».
John Reith est en même temps attentif au respect de tous, notamment des minorités : pour lui, la religion est une partie intégrante de la radiodiffusion. Il insiste pour que la BBC soit dotée d'une "Charte royale", afin d'éviter les excès de la radio commerciale américaine.
Frederick Wolff Ogilvie (1893-1949) lui succède jusqu'en 1942. Après avoir quitté la BBC en 1938, John Reith se fait embaucher comme directeur d'Imperial Airways, puis entre au gouvernement comme ministre de l'Information en janvier 1940. Il demande que son propre portrait soit retiré de la salle du conseil d'administration lorsque celui de Ian Jacob, directeur général de la BBC de 1952 à 1959, au moment du grand virage vers la télévision, y fut installé, car lui-même concevait la télévision comme une "menace sociale".